# Catesbya pseudomuraena
Catesbya pseudomuraena är en fiskart som beskrevs av Böhlke och Smith, 1968. Catesbya pseudomuraena ingår i släktet Catesbya och familjen Chlopsidae. Inga underarter finns listade i Catalogue of Life.